# IG・ファルベン裁判

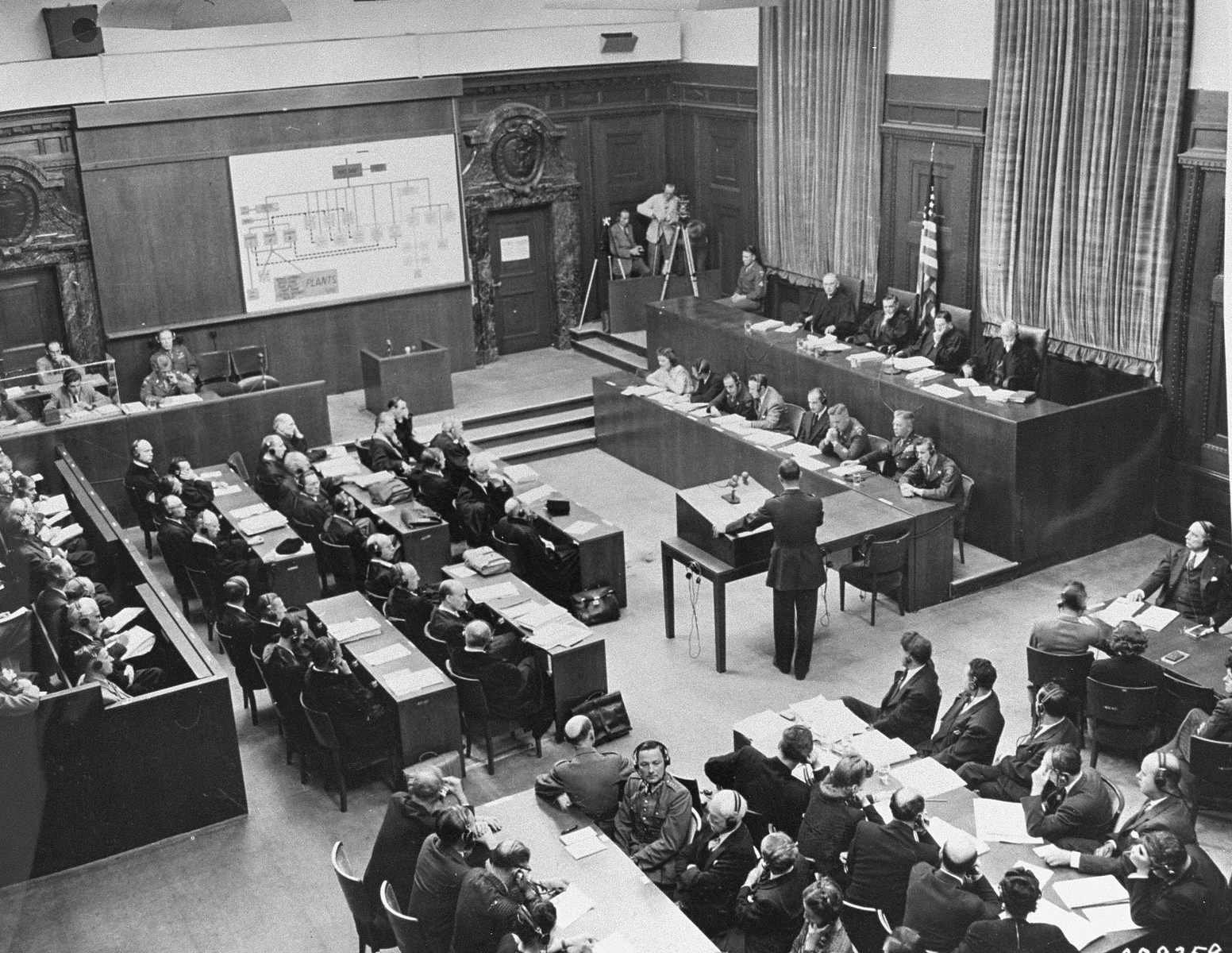
IG・ファルベンの被告人たちを前に裁判を開始する検事団長テルフォード・テイラー。

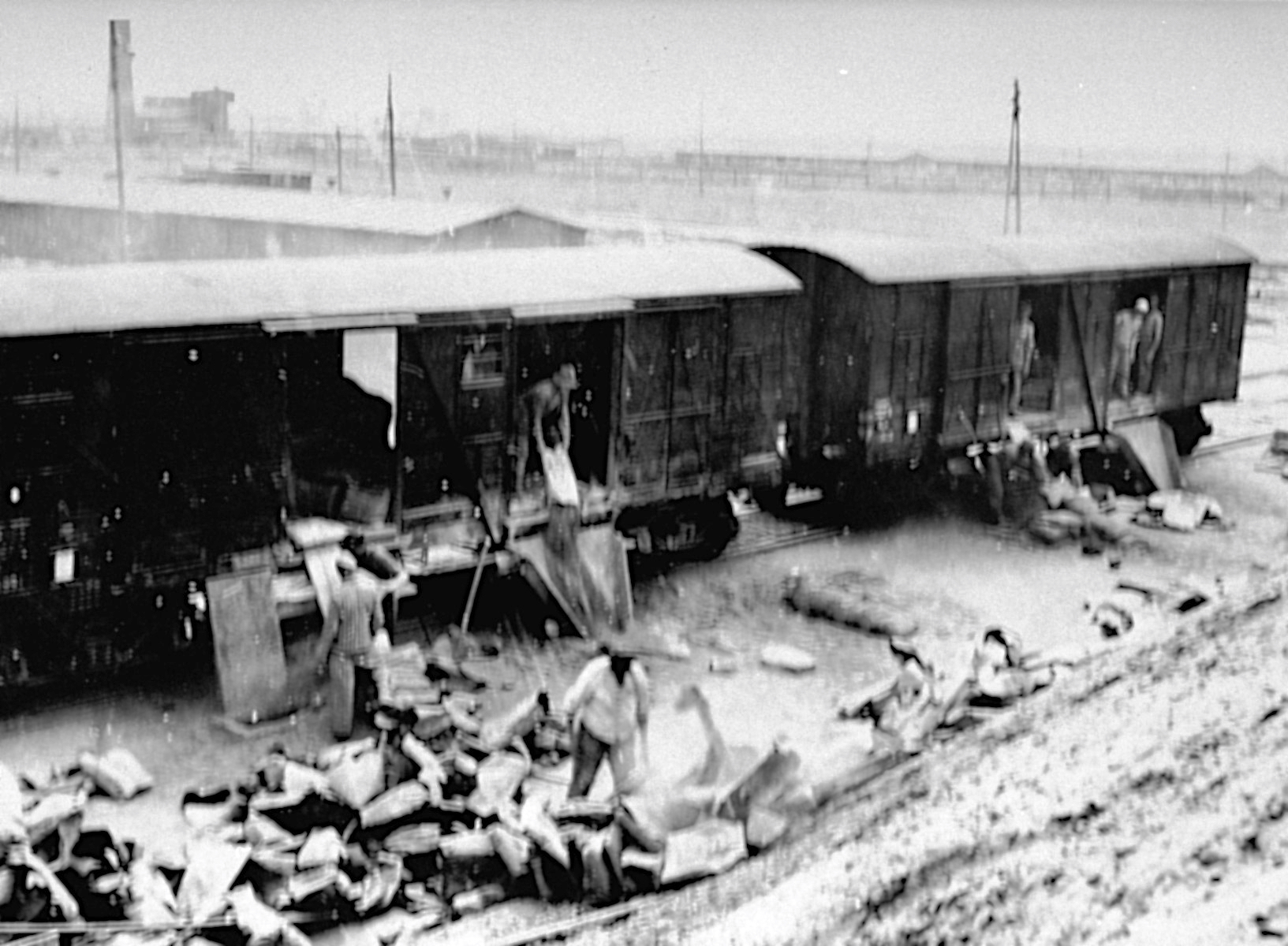
アウシュビッツ第三強制収容所（モノウィッツ）の受刑者たちがIG・ファルベンの貨物列車からセメントを降ろしている写真。裁判で証拠として使用された。

アメリカ合衆国対カール・クラウフ他（アメリカがっしゅうこくたいカール・クラウフほか、別名 IG・ファルベン裁判（IG・ファルベンさいばん））は、ニュルンベルク裁判のあとに、旧ナチス・ドイツ領のアメリカ合衆国占領区で行われた12件の戦争犯罪裁判のひとつである（ニュルンベルク継続裁判）。IG・ファルベンはナチスと提携した民間の化学メーカーで、アウシュビッツの収容者に強制労働をさせ、数百万人のヨーロッパ系ユダヤ人をホロコーストの形で大量虐殺するためのツィクロンBを製造した。

## 概要
IG・ファルベン裁判を含む12の裁判は米国軍事裁判所によって行われた裁判で、国際軍事裁判所の裁判ではなかったものの、同じニュルンベルクの司法宮で行われた。正式には「ニュルンベルク軍事審議会による戦争犯罪人裁判」（Trials of War Criminals before the Nuremberg Military Tribunals, NMT）であるが、「ニュルンベルク継続裁判」と通称される。
この裁判は、IG・ファルベンのナチス政権下での犯罪に対するもので、ナチス・ドイツで指導的な立場にあった実業家に関する3件の裁判中の2つ目である（他2件は、フリック裁判・クルップ裁判）。被告人は、みなIG・ファルベンの役員である。
IG・ファルベンはドイツ化学産業における巨大コングロマリットで、既に第一次世界大戦においても重要な役割を担っていた。窒素固定法ハーバー・ボッシュ法を考案したことでチリとの硝酸塩貿易が不要なものとなり、IG・ファルベンは農業用肥料に使用される硝酸塩同位体及び窒素の製造許可を受けた（なお硝酸塩は、ガンパウダーやダイナマイト、トリニトロトルエン（TNT）などの爆発物質の重要な組成要素である）。第二次世界大戦のときには、IG・ファルベンが45パーセントを出資するデゲッシュ社がツィクロンBの特許を所有しており、ナチスはこのツィクロンBを強制収容所で使用した。IG・ファルベンはまた石炭からガソリンやゴムを合成するフィッシャー・トロプシュ法を考案したので、ナチス・ドイツは主要な油田から取引を停止されたあとも、戦争遂行能力を失わなかった。
したがって、IG・ファルベンの罪状は主に侵略戦争の準備行為だったが、強制労働及び略奪も含まれていた。
第6軍事裁判の担当の裁判官たちは、聴取については、裁判が始まる前に既に行っていた。
カーティス・グローヴァー・シェイク裁判長裁判官は、前インディアナ最高裁判所の長官であり、
ジェイムズ・モリス (裁判官)はノース・ダコタ州における同長官、ポール・M・ヘバートは、ルイジアナ州立大学の部局長である。またインディアナ州の弁護士でシェイク裁判官の友人であったクラレンス・F・メレルが予備裁判官に、検事団の団長にテルフォード・テイラーが就任した。
被告人は1947年5月3日に起訴され、公判は1947年8月27日から1948年7月30日まで続いた。被告人24名のうち13名は1罪以上で有罪となり、それぞれ1年、1年半、8年などの懲役刑となった（すでに勾留されていた期間はここから差し引かれた）。10名は全ての罪状で無罪となり、マックス・ブリュッゲマン（IG・ファルベンの法律顧問）については1947年9月9日、健康上の理由から訴追対象を外され裁判が中止になった。

## 公訴事実

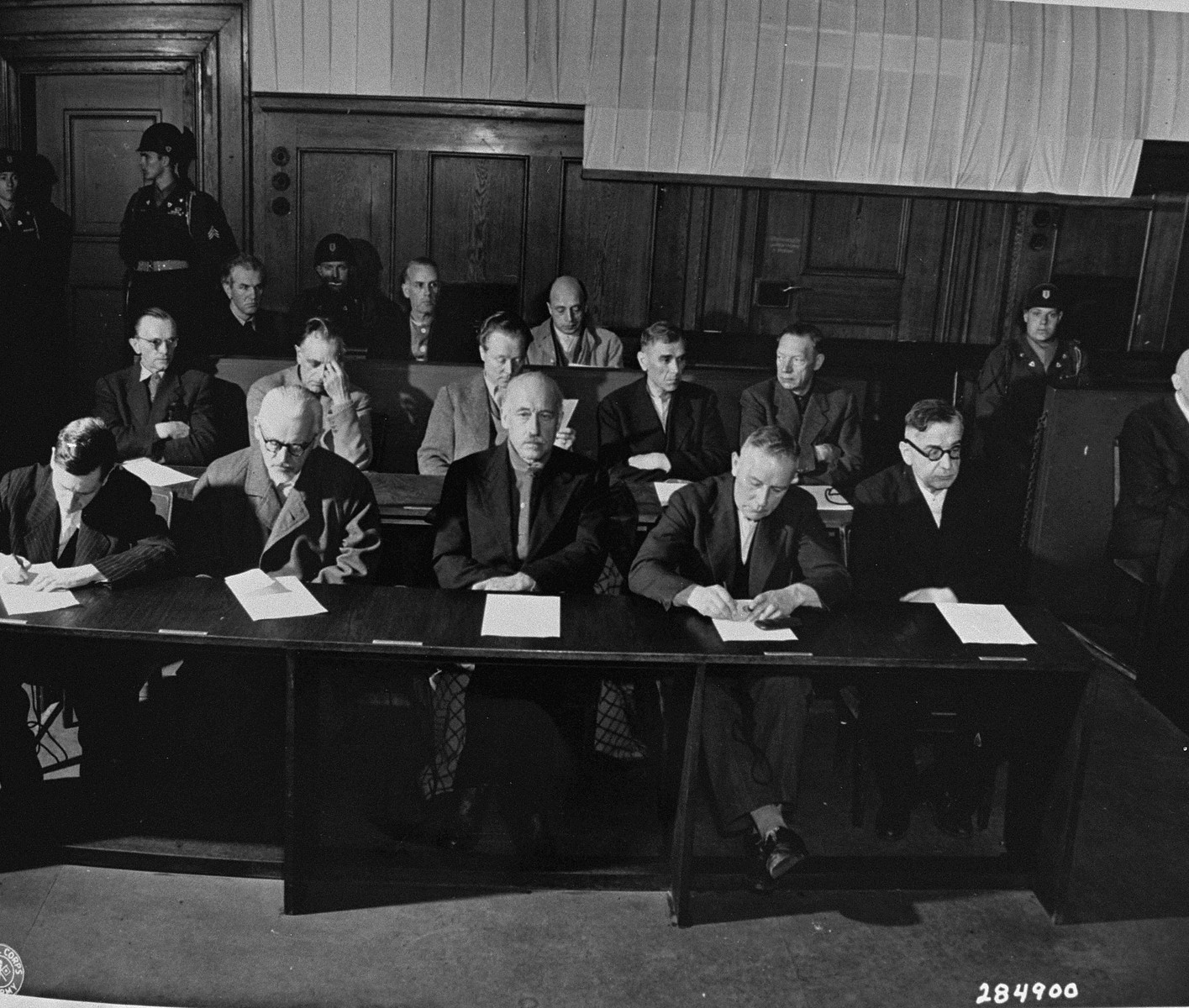
起訴状を読む被告人。

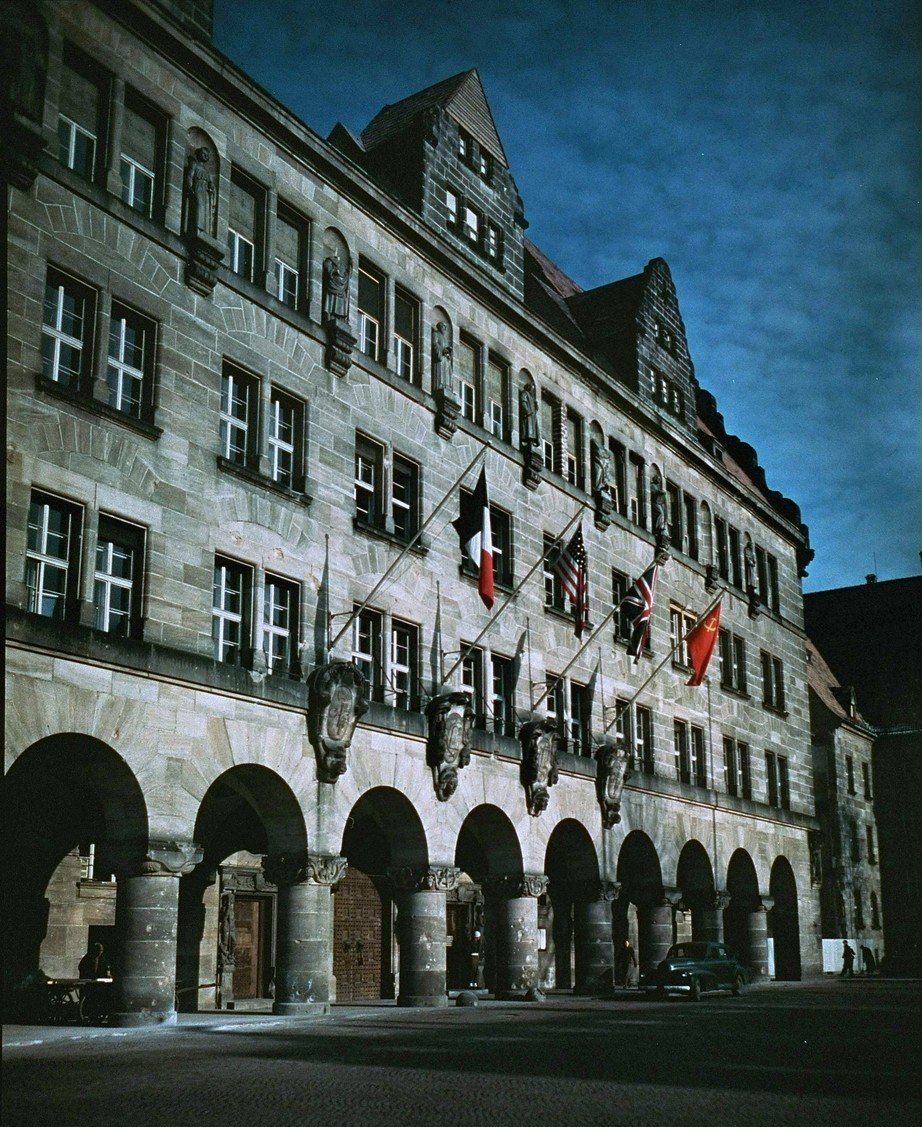
仏米英ソの国旗が掲げられた司法宮の玄関。

1. 他国に対する攻撃及び他国への侵略戦争の計画、準備、着手、遂行。
2. 略奪行為及び占領区域の治安を悪化させる行為による戦争犯罪及び人道に対する罪。また、オーストリア、チェコスロバキア、ポーランド、ノルウェー、フランス、ロシアにおける工場接収。
3. 占領国における奴隷制及び国外退去の強制、極めて大規模な強制収容所における受刑者及び市民への労働の強制、捕虜に対する同様の労働強制、また、奴隷化された人々に対する虐待、恐怖政治、拷問、殺人行為による戦争犯罪及び人道に対する罪。
4. 犯罪組織ナチス親衛隊（SS）の会員となった行為。
5. 上述1,2,3項の犯罪の遂行のための共謀を主導した行為。

すべての被告人が、第1, 第2, 第3, 及び第5項の行為を起訴された。クリスチャン・シュナイダー、ハインリヒ・ビューテフィッシュ及びエーリッヒ・フォン・デ・ヘイデは、これに加えて第4項の罪も起訴された（なお、これより先に国際軍事裁判所が、ナチス親衛隊は犯罪組織であると宣言していた）。
訴追書面では予備的な証拠も開示され、IG・ファルベンが第一次世界大戦後のドイツ再軍備活動に当初から深く関与していたことも示されたが、裁判所は、結果的には侵略戦争の準備及び共謀の罪については認容しなかった。
第3項の強制労働についての判決は「必要性の弁明」による利益を被告人らに与えてしまった」とテイラーは批判している。IG・ファルベンはアウシュヴィッツ第三強制収容所でのみ収容所近くに工場を建設しており、この場所では受刑者や奴隷労働者を使役していたことが明らかだったため、裁判所も、同収容所に関する判断ではIG・ファルベンが強制労働を首謀したことを証明しうると考えた。が、裁判所が被告人による強制労働を認めたのはこの1件のみである。
ヘバート裁判官は反対意見として、下記のとおり、被告人の「必要性の弁明」は適用できるものではなく、被告人は「みな」公訴事実の第3項については有罪であると考える旨を述べた。
記録によればファルベンは、各労働力の源泉を故意に組織し、またこれを率先して利用した。基本的人権の存在は、被告人らを抑止しなかった。
第三帝国における奴隷労働施設の故意による敷設は、同社の企業理念に基づくものであって、その理念はファルベンの組織の全体に浸透していたものである。…このことからすれば、その犯罪責任は、アウシュヴィッツにおける直接の行為者のみに存在するものではなく、ファルベンのその他の取締役工場長にもあり、事情を知りながら、その企業理念の形成に参加した者すべてが含まれる。
ヘバート裁判官はこの意見を、裁判終了から5か月後の1948年12月28日に提出している。

## 被告人
| 姓名                                                   | 写真 | 判決                         |
| ------------------------------------------------------ | ---- | ---------------------------- |
| カール・クラウフ, Carl Krauch                          |      | 懲役6年。1968年に死亡。      |
| ヘルマン・シュミッツ (実業家), Hermann Schmitz         |      | 懲役4年。1960年に死亡。      |
| ゲオルグ・フォン・シュニッツァー, Georg von Schnitzler |      | 懲役2年6ヶ月。1962年に死亡。 |
| フリッツ・ガイェウフスキー, Fritz Gajewski             |      | 無罪。1962年に死亡。         |
| ハインリヒ・ホーエルライン, Heinrich Hörlein           |      | 無罪。1954年に死亡。         |
| アウグスト・フォン・クニルイエム, August von Knieriem  |      | 無罪。1978年に死亡。         |
| フリッツ・テル・ミーア, Fritz ter Meer                 |      | 懲役7年。1967年に死亡。      |
| クリスチャン・シュナイダー, Christian Schneider        |      | 無罪。1972年に死亡。         |
| オットー・アンブローズ, Otto Ambros                    |      | 懲役8年。1990年に死亡。      |
| マックス・ブリュッゲマン, Max Brüggemann               |      | 健康上の理由により裁判終了。 |
| エルンスト・ビュルギン                                 |      | 懲役2年。1966年に死亡。      |
| ハインリヒ・ビューテフィッシュ, Heinrich Bütefisch     |      | 懲役6年。1969年に死亡。      |
| ポール・ヘフリガー                                     |      | 懲役3年。1950年に死亡。      |
| マックス・イルグナー, Max Ilgner                       |      | 懲役3年。1966年に死亡。      |
| フリードリヒ・ジェネ, Friedrich Jähne                  |      | 懲役1年6ヶ月。1965年に死亡。 |
| ハンス・キューネ, Hans Kühne                           |      | 無罪。1969年に死亡。         |
| カール・ローテンシュリガー, Carl Lautenschläger        |      | 無罪。1962年に死亡。         |
| ウィルヘルム・ルドルフ・マン, Wilhelm Rudolf Mann      |      | 無罪。1992年に死亡。         |
| ハインリヒ・オスター, Heinrich Oster                   |      | 懲役2年。1954年に死亡。      |
| カール・ヴルスター, Carl Wurster                       |      | 無罪。1974年に死亡。         |
| ヴァルター・デュルフェルド, Walter Dürrfeld            |      | 懲役8年。1967年に死亡。      |
| ハインリヒ・ガティノー, Heinrich Gattineau             |      | 無罪。1985年に死亡。         |
| エーリッヒ・フォン・デル・ヘイデ, Erich von der Heyde  |      | 無罪。1984年に死亡。         |
| ハンス・クグラー, Hans Kugler                          |      | 懲役1年6月。1968年に死亡。   |

イルグナーとクグラーは、判決のとき既に懲役刑の期間よりも長く勾留されていたため判決直後に放免された。